# John Gregory (Leichtathlet)
John Arthur „Jack“ Gregory (* 22. Juni 1923 in Bristol; † 15. Dezember 2003 ebenda) war ein britisch-englischer Sprinter und Rugby-Außendreiviertel. Er gehörte 1948 und 1952 zur britischen Mannschaft in der olympischen 4-mal-100-Meter-Staffel und kam zu einem Einsatz für die englische Rugby-Union-Nationalmannschaft.
Gregory ging nach seinem Schulabschluss 1941 als Fitnesstrainer zur British Army. 1945 war er in Huddersfield stationiert und absolvierte ein Spiel für Huddersfield, im Rugby League, wofür er später vom englischen Verband Rugby Football Union ausgeschlossen wurde. Er studierte nach dem Krieg in Dublin, wo er für die Dublin Wanderers spielte und zudem 1946 zu zwei Auswahleinsätzen für die Royal Army kam. Daneben wurde er 1947 bis 1949 gesamtirischer Meister über die beiden kurzen Sprintstrecken (100 Yards und 220 Yards). Vor den Olympischen Spielen 1948 warben sowohl die britische, als auch die irische Mannschaft um Gregory, durch Fürsprache der britischen Streitkräfte wurde er lediglich für das Jahr 1948 vom englischen Rugby-Union-Verband gesperrt und trat für das Vereinigte Königreich bei Olympia an.
Bei den Spielen in London trat er in der Staffel an und gewann zusammen mit Jack Archer, Ken Jones und Alastair McCorquodale die Silbermedaille. 1952 in Helsinki wurde er erneut in der britischen Sprintstafette eingesetzt, die als Vierte knapp die Medaillen verpasste.
Zwischen den Spielen wurde er zu einem erfolgreichen Rugby-Union-Auswahl- und Vereins-Spieler. Nur zwei Wochen nach Ablauf seiner Sperre, kam er zu seinem ersten und einzigen Einsatz für die englische Nationalmannschaft am 15. Januar 1949 gegen Wales bei den Five Nations, 1952 und 1953 zudem zu je einem Einsatz für die Barbarians. Bis zu seinem Karriereende 1954 erzielte er in 129 Spielen 73 Versuche und insgesamt 225 Punkte.
Nach seiner aktiven Zeit wurde er Sportkommentator bei Harlech Television, der regionalen Division der britischen Fernsehsenderkette ITV in Wales und der Region Bristol, sowie Sportkolumnist bei der Bristol Evening Post.